# Richard Ringer
Richard Ringer (Überlingen, 27 februari 1989) is een atleet uit Duitsland, die gespecialiseerd is in de middellange en lange afstanden. Hij nam driemaal deel aan de Olympische Spelen. Zijn voornaamste prestatie is de verovering van de Europese titel op de marathon in 2022.

## Biografie
Richard Ringer behaalde zijn eerste successen als junior. Hij werd Duits kampioene bij zowel de A- als de B-junioren. Hij studeerde in 2013 af aan de 'HTWG Konstanz Betriebswirtschaft'. De internationale naam van deze opleiding is de 'Konstanz University of Applied Sciences'. Daarna trad hij in dienst van 'Rolls-Royce Power Systems' in Friedrichshafen, waar hij een parttime functie als controller vervulde. Naarmate hij echter meer en meer betrokken raakte bij het internationale wedstrijdcircuit, bouwde hij die functie af.
Ringers eerste internationale succes was zijn bronzen medaille op de 5000 m tijdens de Europese kampioenschappen van 2016 in Amsterdam. Hij kwam daar in de eindsprint tot dezelfde tijd van 13.40,85 als de twee Spanjaarden Ilias Fifa (goud) en Adel Mechaal (zilver). 
Tot en met 2017 was Eckhardt Sperlich Ringers vaste trainer geweest. Diens aanpak was vooral groepsgericht, terwijl Ringer meer individueel gericht wilde gaan trainen. Vandaar dat hij in januari 2018 in goed overleg met Sperlich de samenwerking beëindigde en, ondersteund door zijn management, zelf zijn trainingsvoorbereiding ter hand nam. Dat jaar veroverde hij indoor zijn derde nationale titel op de 3000 m en won hij bij de wedstrijd om de Europacup in Londen de 10.000 m in 27.36,52, de vierde snelste tijd ooit van een Duitse atleet. Vervolgens liep hij bij de Zevenheuvelenloop in Nijmegen achter Joshua Cheptegei, die deze 15 km-loop won in de officieuze wereldrecordtijd van 41,05, naar een vierde tijd in 43.39. Dat was sneller dan de tot dan toe snelste Duitse atleet Jürgen Haase, die deze afstand in 1976 had bedwongen in 43.45.
In 2019 veroverde Ringer nog een viertal nationale titels op de baan en bij het veldlopen, waarna hij overschakelde op de wegatletiek. In 2020 debuteerde hij op de marathon van Valencia met een tijd van 2:10.59. Een jaar later verbeterde hij deze tijd in Siena tijdens de Tuscany Camp marathon tot 2:08.49. Daarmee werd hij de vierde Duitse loper die deze afstand binnen de 2:09 uur had afgelegd. Op de olympische marathon in Tokio kwam hij in 2021 als 26e aan de finish in 2:16.08 en hiermee was hij de beste Duitser.
Een jaar later bereikte Ringer het hoogtepunt van zijn atletiekloopbaan door op de EK in München verrassend naar de gouden medaille te sprinten in 2:10.21.
Sinds 2005 was Ringer aangesloten bij de VfB LC Friedrichshafen, maar sinds 2019 komt hij uit voor LC Rehlingen. Hij is getrouwd met langeafstandsloopster Nada Ina Pauer.

## Titels
- Europees kampioen marathon - 2022
- Duits kampioen 5000 m - 2014, 2015, 2016, 2017, 2019
- Duits kampioen 10.000 m - 2014, 2019
- Duits kampioen veldlopen (middellange afstand) - 2019
- Duits kampioen veldlopen (lange afstand) - 2013, 2014, 2016, 2019
- Duits indoorkampioen 3000 m - 2015, 2017, 2018

## Persoonlijke records
Baan
| Onderdeel | Prestatie | Datum           | Plaats         |
| --------- | --------- | --------------- | -------------- |
| 800 m     | 1.50,11   | 2 augustus 2013 | Fischbach      |
| 1000 m    | 2.25,55   | 17 mei 2009     | Pliezhausen    |
| 1500 m    | 3.38,83   | 1 juni 2016     | Montbéliard    |
| 3000 m    | 7.46,59   | 27 mei 2016     | Dessau         |
| 5000 m    | 13.10,94  | 18 juli 2015    | Heusden-Zolder |
| 10.000 m  | 27.36,52  | 19 mei 2018     | Londen         |

Weg
| Onderdeel      | Prestatie | Datum            | Plaats    |
| -------------- | --------- | ---------------- | --------- |
| 5 km           | 13.32     | 12 februari 2023 | Monaco    |
| 10 km          | 28.42     | 24 april 2022    | Málaga    |
| 15 km          | 43.24     | 20 november 2022 | Nijmegen  |
| halve marathon | 1:01.09   | 19 februari 2023 | Barcelona |
| marathon       | 2:07.05   | 3 december 2023  | Valencia  |

Indoor
| Onderdeel | Prestatie | Datum           | Plaats       |
| --------- | --------- | --------------- | ------------ |
| 800 m     | 1.52,21   | 15 januari 2011 | Sindelfingen |
| 1500 m    | 3.43,84   | 27 januari 2018 | Val-de-Reuil |
| 3000 m    | 7.46,18   | 31 januari 2015 | Karlsruhe    |

## Palmares

### 1500 m
- 2008: 7e in serie WK U20 - 3.50,77

### 3000 m
- 2014: 7e IAAF Continental Cup - 8.02,87
- 2015:  Duitse indoorkamp. - 8.29,57
- 2015: 5e EK indoor - 7.48,44
- 2017:  Duitse indoorkamp. - 7.59,68
- 2017:  EK indoor - 8.01,01
- 2017: 17e in serie WK - 13.36,87
- 2018: DQ in serie WK indoor

### 5000 m
- 2007: 13e EK U20 - 15.16,03
- 2011: 7e EK U23 - 14.24,86
- 2011:  Duitse kamp. - 14.02,08
- 2013:  Universiade - 13.37,18
- 2014:  Duitse kamp. - 13.43,45
- 2014: 4e EK - 14.10,92
- 2015:  Duitse kamp. - 14.04,05
- 2015: 14e WK - 14.03,72
- 2016:  EK - 13.40,85
- 2016: 20e in serie OS - 14.05,01
- 2019: 16e in serie WK - 13.49,20

### 10.000 m
- 2014:  Duitse kamp. - 28.28,96
- 2018: DNF EK

### 15 km
- 2018: 4e Zevenheuvelenloop - 43.40
- 2022: 9e Zevenheuvelenloop - 43.24

### halve marathon
- 2019: 7e halve marathon van Berlijn - 1:02.10
- 2021:  halve marathon van Dresden - 1:01.33

### marathon
- 2020: 36e marathon van Valencia - 2:10.59
- 2021: 17e Tuscany Camp marathon in Siena - 2:08.49
- 2021: 26e OS - 2:16.08
- 2022:  EK München - 2:10.21
- 2023: 6e marathon van Hamburg - 2:08.08
- 2023: 19e marathon van Valencia - 2:07.05
- 2024: 12e OS - 2:09.18

### veldlopen
- 2011: 4e EK U23

- Gemeinsame Normdatei: 109579633X
- World Athletics: 14193865
- Virtual International Authority File: 14146030577535861947
- WorldCat: E39PBJymDfj7B7YhwyxRt96tKd